# Helukabel
Die Helu Kabel GmbH (Eigenschreibweise Helukabel) ist ein international tätiges Familienunternehmen in der Produktion und im Vertrieb von Leitungen, Kabeln, Kabelzubehör und anderer elektrischer Verbindungstechnik. Das Unternehmen hat seinen Hauptsitz in Hemmingen und besitzt 61 Standorte in 38 Ländern. Die Firma beschäftigt 1800 Mitarbeiter weltweit und erzielte 2021 einen Umsatz von rund 800 Mio. Euro.

## Geschichte
1978 gründeten Helmut Luksch und seine Frau Heidi Luksch die Helu Kabel GmbH in Hemmingen bei Stuttgart als Vertriebsunternehmen für Kabel, Leitungen und Zubehör. 1988 wurde das Kabelwerk in Windsbach bei Nürnberg eröffnet und die Eigenproduktion von Kabeln begann, das Werk wurde danach mehrmals vergrößert.
Es folgten in den nächsten zwei Jahrzehnten Gründungen eigener Tochtergesellschaften im europäischen Ausland in Frankreich, der Schweiz, den Niederlanden, Schweden, Italien, Polen, Tschechien, Russland und der Türkei, sowie in Übersee in den USA, Singapur, Südkorea, Indien, China und Thailand. Zudem wurde 2001 das Logistikzentrum in Hemmingen in Betrieb genommen.
2009 übernahm Helukabel die Kabelmat Wickeltechnik GmbH in Glatten. 2012 stieg Helukabel bei dem Kabelwerk Balzer in Meißen ein. Im selben Jahr übernahm das Unternehmen außerdem die Robotec-Systems GmbH in Kamp-Lintfort. 2013 erfolgte die Erweiterung des Logistikzentrums in Hemmingen. Mit dem 35 Millionen Euro teuren Neubau hat Helukabel seine Lagerkapazitäten in Hemmingen mehr als verdoppelt. Ein Jahr später wurde außerdem eine neue Produktionsstätte in Taicang in China eröffnet.
2018 übernahm Helukabel eine Mehrheitsbeteiligung an Urkunde S.A. in Spanien und 2019 an Eltron-Kabel in Polen. Im selben Jahr begann das Unternehmen außerdem mit dem Bau einer neuen Firmenzentrale neben dem Hochregallager in Hemmingen, um seine technische und kaufmännische Abteilung zusammenzulegen. Diese wurde 2021 fertiggestellt.

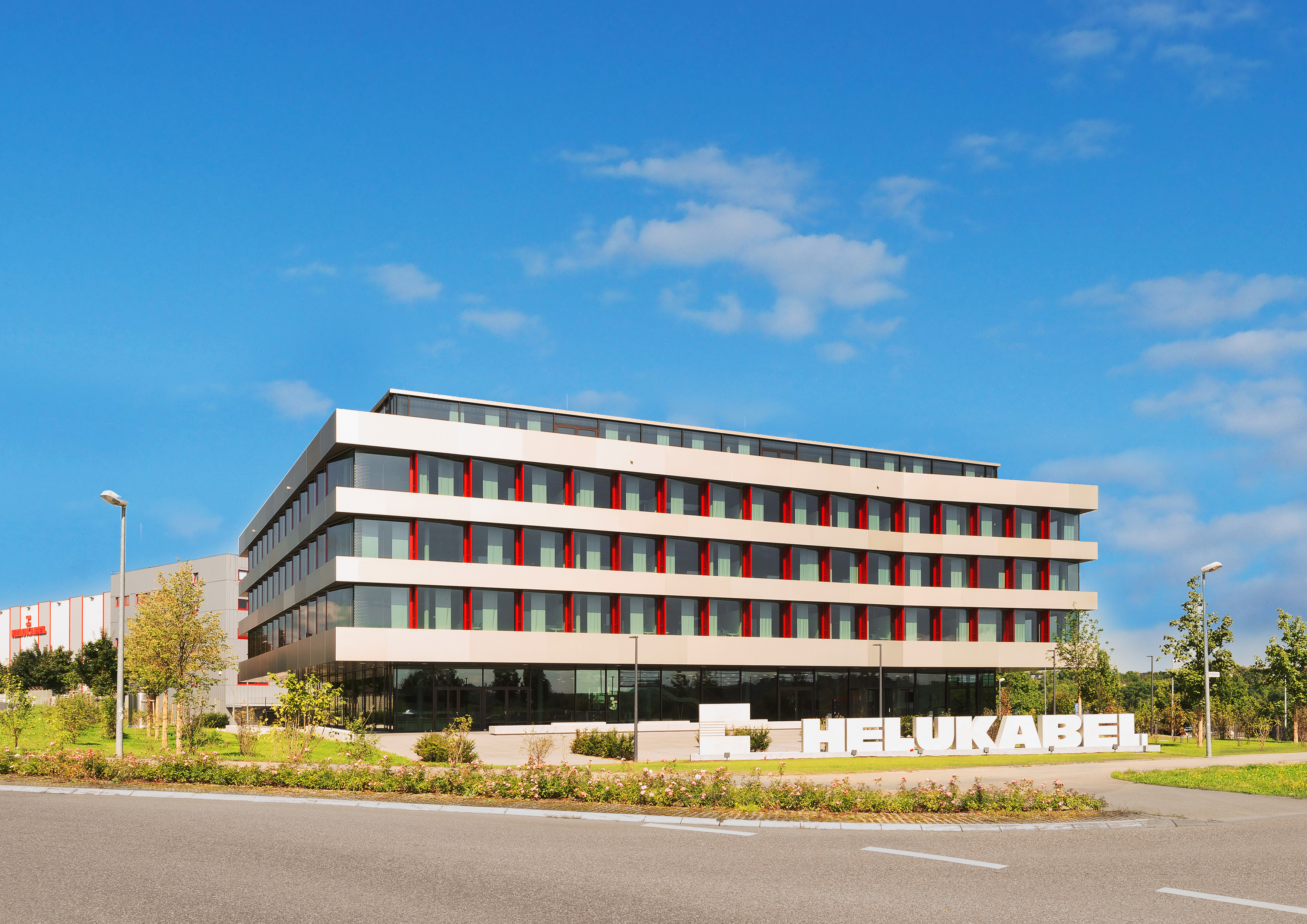
Helukabel-Hauptsitz in Hemmingen

2021 übernahm Helukabel eine Mehrheitsbeteiligung an Primatec in Norwegen sowie 2022 die Unternehmen EKD Systems GmbH in Erkrath und Sangel Systemtechnik GmbH in Bielefeld. Außerdem begann das Unternehmen 2022 mit dem Bau einer weiteren Produktionsstätte mit Logistikzentrum in Changzhou, China.
Währenddessen wurde bis 2023 das Vertriebsnetz weltweit kontinuierlich ausgebaut, beispielsweise durch Tochtergesellschaften in Österreich, Mexiko, Brasilien und Marokko, sodass Helukabel bis 2023 an 61 Standorten in 38 Ländern vertreten war.

## Unternehmensstruktur
Geschäftsführer des Helukabel-Konzerns sind Gründer Helmut Luksch, sein Sohn Marc Luksch und Andreas Hoppe. Der Stammsitz des Konzerns ist in Hemmingen. Das Unternehmen beschäftigt rund 1.800 Mitarbeiter weltweit und erwirtschaftete 2021 einen Umsatz von 796,25 Mio. Euro.
Zur Helukabel Gruppe gehören neben der Helu Kabel GmbH (Hemmingen) die Kabelmat Wickeltechnik GmbH (Glatten), die Kabelwerk Meißen Wilhelm Balzer GmbH (Meißen), die EKD Systems GmbH (Erkrath) und die Sangel Systemtechnik GmbH (Bielefeld).

### Standorte
Zum Stammsitz in Hemmingen kommen weitere inländische Standorte: Es gibt ein Produktionswerk in Windsbach und weitere Standorte in Neuenhagen bei Berlin, Limbach-Oberfrohna bei Chemnitz, Duisburg (bis 2025) und Itzehoe. Darüber hinaus führt der Konzern Tochtergesellschaften an 61 Standorten in 38 Ländern.

### Logistik
Helukabel lagert in seinem Logistikzentrum in Hemmingen 33.000 Artikel. Außerdem hat Helukabel nach mehrmaligen Erweiterungen dort mittlerweile mehr als 42.000 Paletten-Stellplätze für Kabel und Leitungen, um seine Kunden schnell und bedarfsgerecht zu beliefern. Die Mehrheit der Tochtergesellschaften verfügt ebenfalls über eigene Lagerkapazitäten.

## Produkte
Die Helu Kabel GmbH produziert Kabel, Leitungen und Zubehör für verschiedene Anwendungszwecke und ist Systemanbieter für elektrische Verbindungstechnik. Dies umfasst unter anderem die Bereitstellung von Kabeln, einbaufertigen und vorgefertigten Schleppketten, Leitungen als auch Energieführungsketten. Helukabel stellt außerdem Sonderanfertigungen auf Kundenwunsch her.  Die Produkte kommen sowohl in der industriellen Automation wie auch in vielen anderen Branchen zum Einsatz.
Einige spezifische Produkte werden von den Tochtergesellschaften produziert. So werden die Wickeltechnik von der Kabelmat Wickeltechnik GmbH, Konfektionen von der Sangel Systemtechnik GmbH und Schleppketten von der EKD Systems GmbH hergestellt.

## Auszeichnungen
- 1999: Auszeichnung als „Lieferant des Jahres“ von Homag Holzbearbeitungssysteme,[25]
- 2013: Auszeichnung als „Lieferant des Jahres“ von Homag Holzbearbeitungssysteme,[25]
- 2022: Rang 460 der 1000 größten Familienunternehmen im Ranking „Top-Familienunternehmen in Deutschland“ von Die Deutsche Wirtschaft,[26]
- 2022: „Deutschlands beste Ausbilder“ der Zeitschrift Capital[27]
- 2024: Preisträger des „Best Managed Companies Award“ von Deloitte Deutschland[28]